# Hem till Norden (sång)
Hem till Norden, med annan text känd som Julklockor över vår jord, är en sång som legat på Svensktoppen i två omgångar, med två olika texter och teman.
Som "Hem till Norden", där Tommy Andersson skrivit texten tillsammans med Kaj Svenling, spelades den in av Kikki Danielsson & Roosarna och släpptes på singel 1995., och blev titelspår på albumet "Hem till Norden" 1996. Denna version låg på Svensktoppen i elva omgångar under perioden 3 februari-13 april 1996 , med tredjeplats som bästa placering där. Denna text handlar om naturen i Norden.
2009 spelades låten in av Hans Martin på albumet Höstglöd.
Som "Julklockor över vår jord", skriven av Tommy Andersson och Ann-Cathrine Wiklander, är melodin en julsång som Ann-Cathrine Wiklander spelade in på sin jul-EP "Min barndoms jular" 1995 . Denna version låg på Svensktoppen i tre veckor under perioden 16 december 1995 -6 januari 1996 , med andraplats som bästa placering där. Ann-Cathrine Wiklander gjorde 2013 en nyinspelning av sången tillsammans med Erik Lihm.
Kikki Danielsson framförde sången med texten "Julklockor över vår jord" live under sin julturné "Julstämning med Kikki" 2006 . Den spelades även in av Scan Express på demojulalbumet Julens nya godbitar från 2004.